# مفعلة (السويداء)
مفعلة هي قرية سورية تقع في ناحية مركز السويداء من منطقة السويداء في محافظة السويداء. وفقاً لمكتب المركزي للإحصاء، بلغ عدد سكان قرية مفعلة 4,168 نسمة في تعداد عام 2004. تقع القرية على ارتفاع حوالي 1300 متر، وتشتهر بتلالها البركانية ومزارعها المثمرة.